# San Pedro de Buena Vista (gemeente)
San Pedro de Buena Vista is een gemeente (municipio) in de Boliviaanse provincie Charcas in het departement Potosí. De gemeente telt naar schatting 31.519 inwoners (2018). De hoofdplaats is San Pedro de Buena Vista.